# Église Saint-Rémi du Boullay-Mivoye
L'église Saint-Rémi du Boullay-Mivoye est une église catholique dédiée à saint Rémi, située sur la commune française du Boullay-Mivoye, dans l'arrondissement de Dreux du département d'Eure-et-Loir.

## Historique

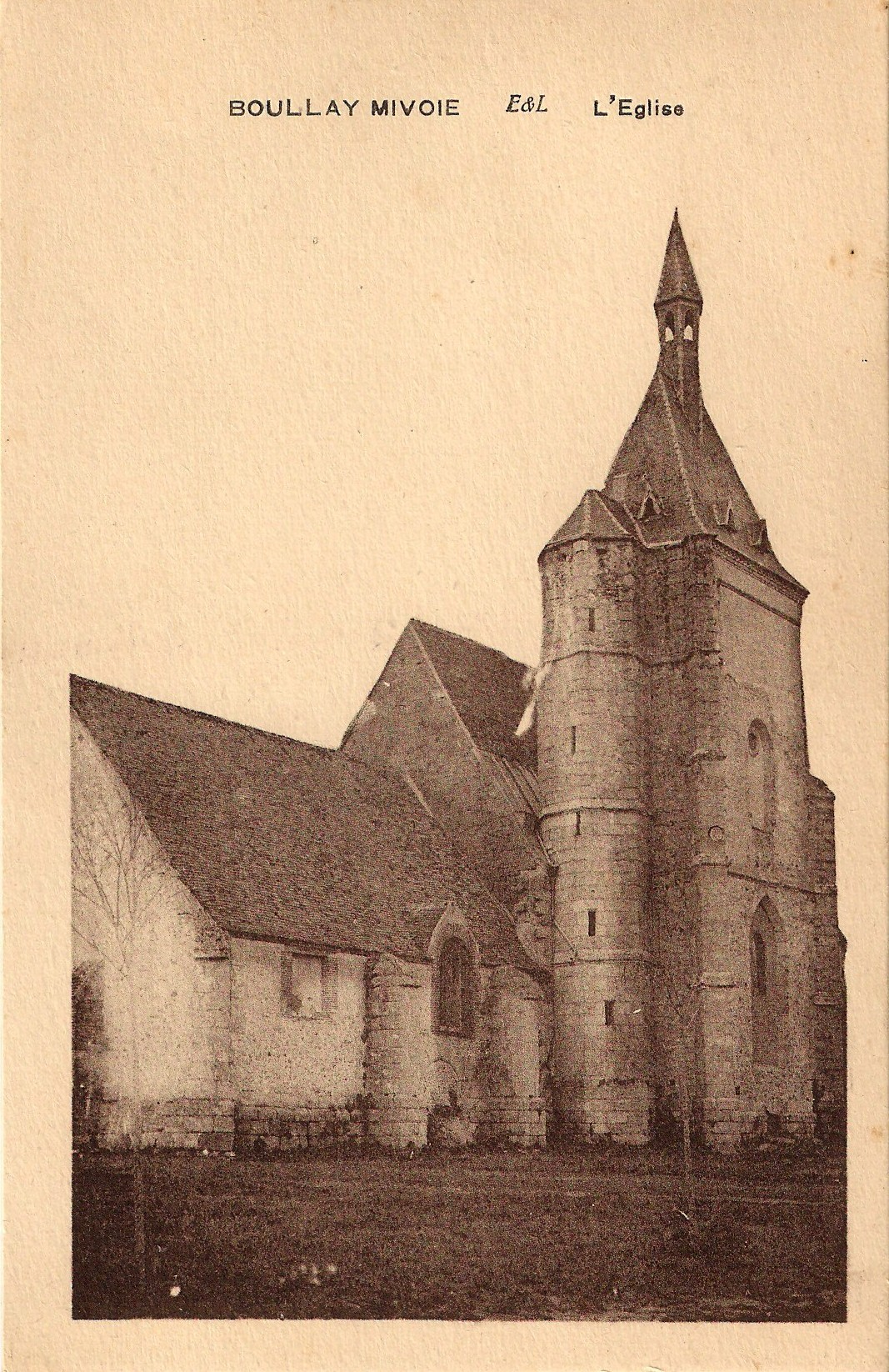
L'église, début du XIXe siècle.

La construction de l'église, en silex et grès d'Épernon, date des XVe et XVIe siècles. Sous l'Ancien régime, le curé était nommé par l'abbaye Notre-Dame de Coulombs, près de Nogent-le-Roi.
Lors de la Révolution, l'église est abandonnée et son mobilier dispersé. D'importants travaux sont réalisés au XIXe siècle, notamment la consolidation, en briques, du mur nord de la nef et du clocher.
Les travaux continuent au XXe siècle avec notamment la motorisation de la cloche et le remplacement du coq.

## Extérieur
L'édifice est constitué d'une nef ancienne formée d'un simple vaisseau, prolongée par le chœur et un chevet à trois pans, plus élevés que la nef ancienne. Au nord, prend place hors œuvre la chapelle de la Vierge. Au sud, le clocher est flanqué d'une tourelle en pierre, abritant l'escalier d'accès à la cloche et aux combles. La toiture du clocher est pourvue d'abat-son et couronnée d'un clocheton.
L'entrée s'effectue par la façade ouest dans laquelle s'ouvre un portail en plein cintre, muni de deux vantaux sans décor.
Sur le mur sud, une ancienne porte romane, plus petite, est murée : sa fonction était de conduire les défunts directement dans le cimetière entourant autrefois l'église. Il va sans dire que les paroissiens souhaitaient sortir par « la petite porte » le plus tard possible...
Une autre curiosité, rarement évoquée, se trouve dans le premier renfort du mur sud, où une pierre garde traces des affutages effectués par les fossoyeurs sur leurs outils.
Enfin, dans sa partie haute, le clocher présente une chimère sculptée.

Extérieur
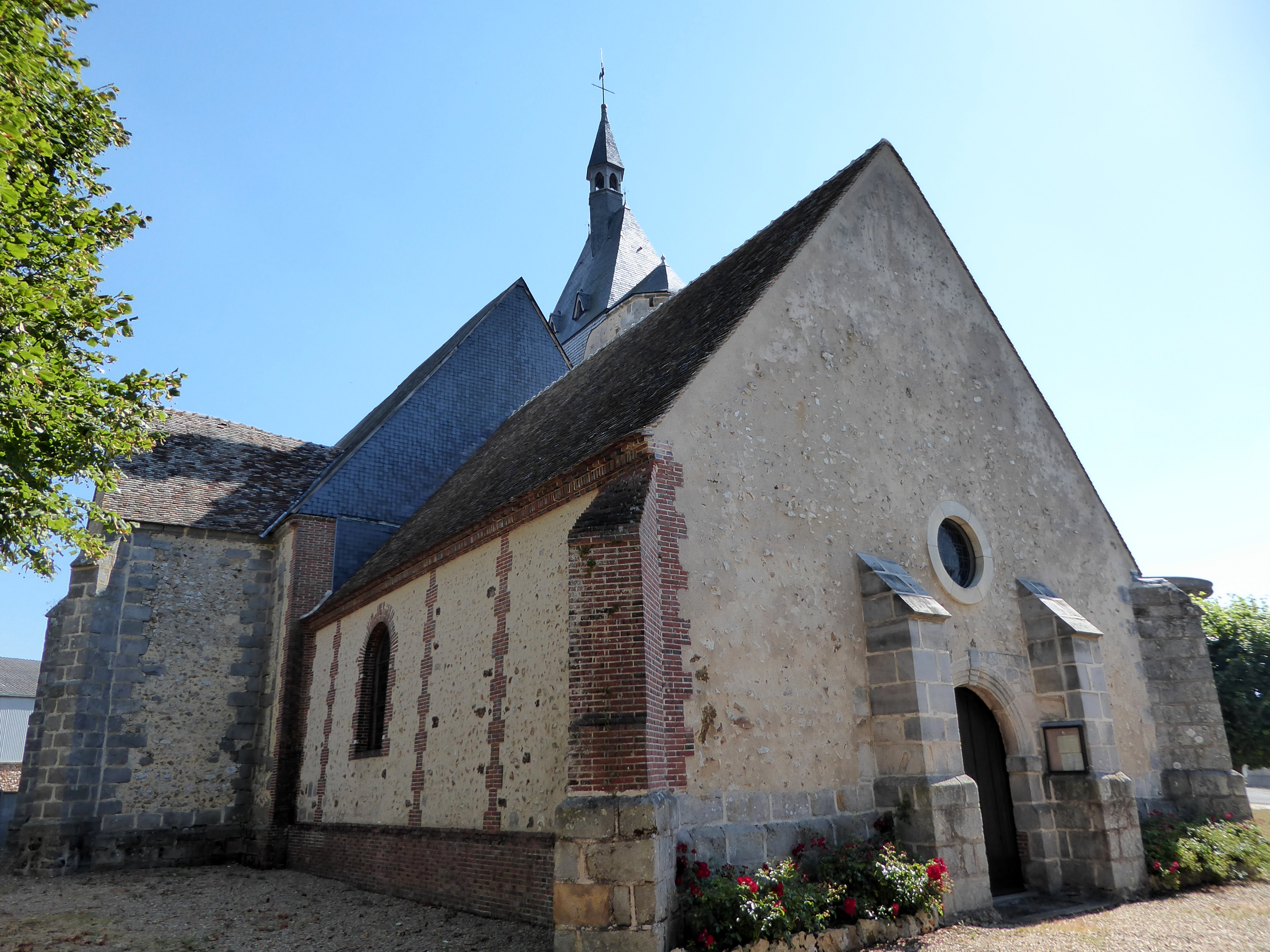
Façade d'entrée ouest et mur nord en briques.
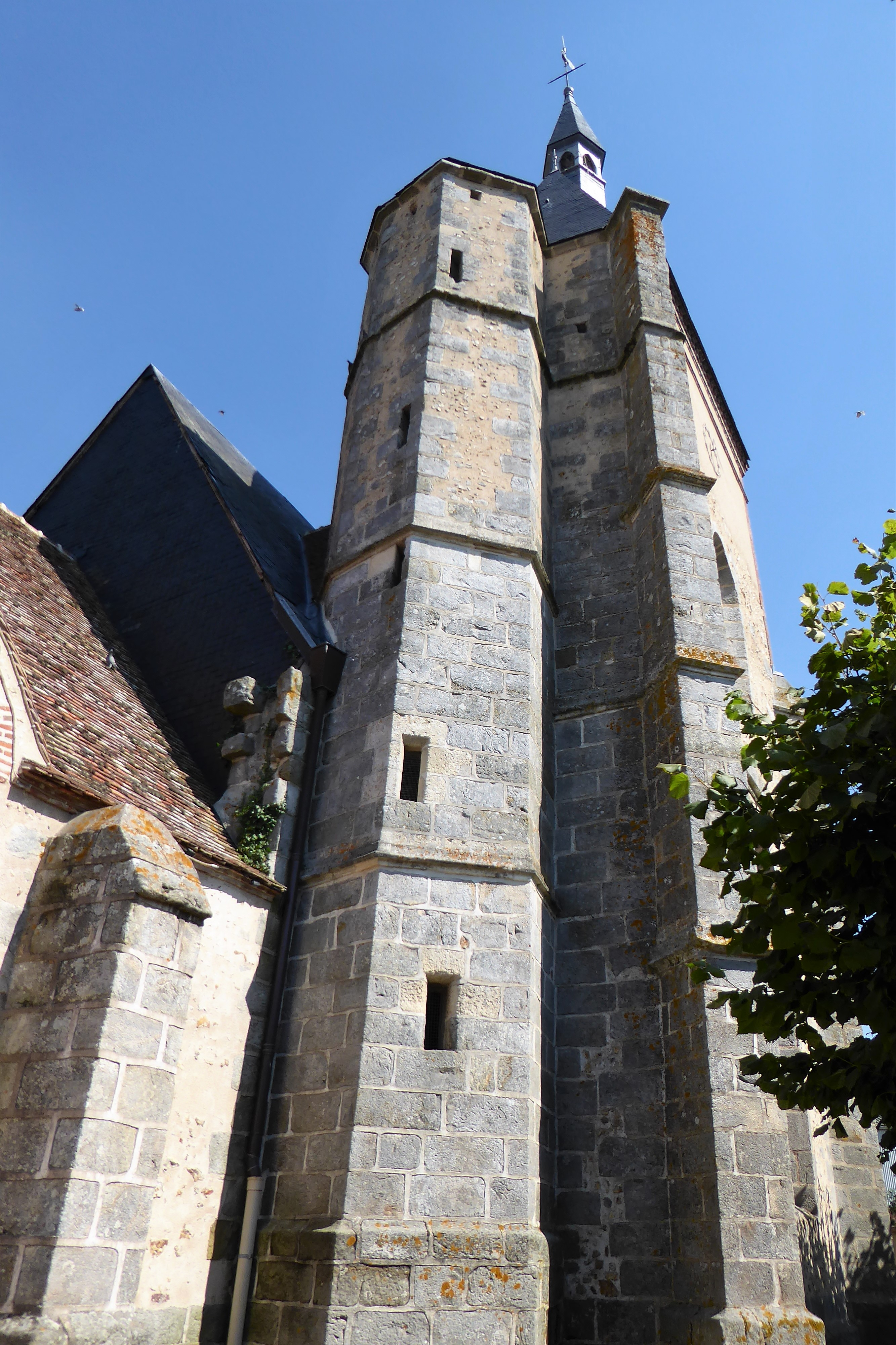
Clocher et tourelle.
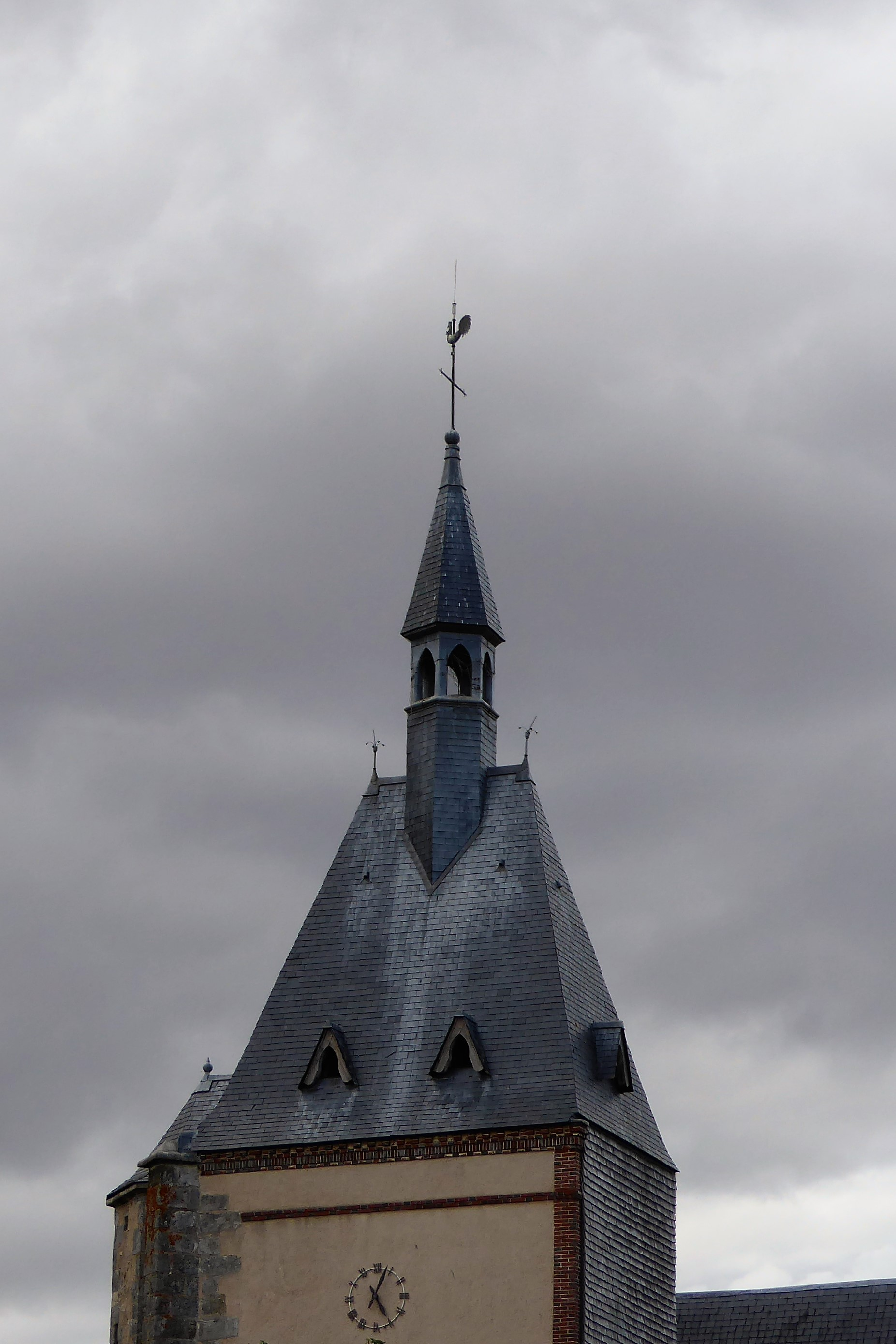
Abat-son et clocheton.
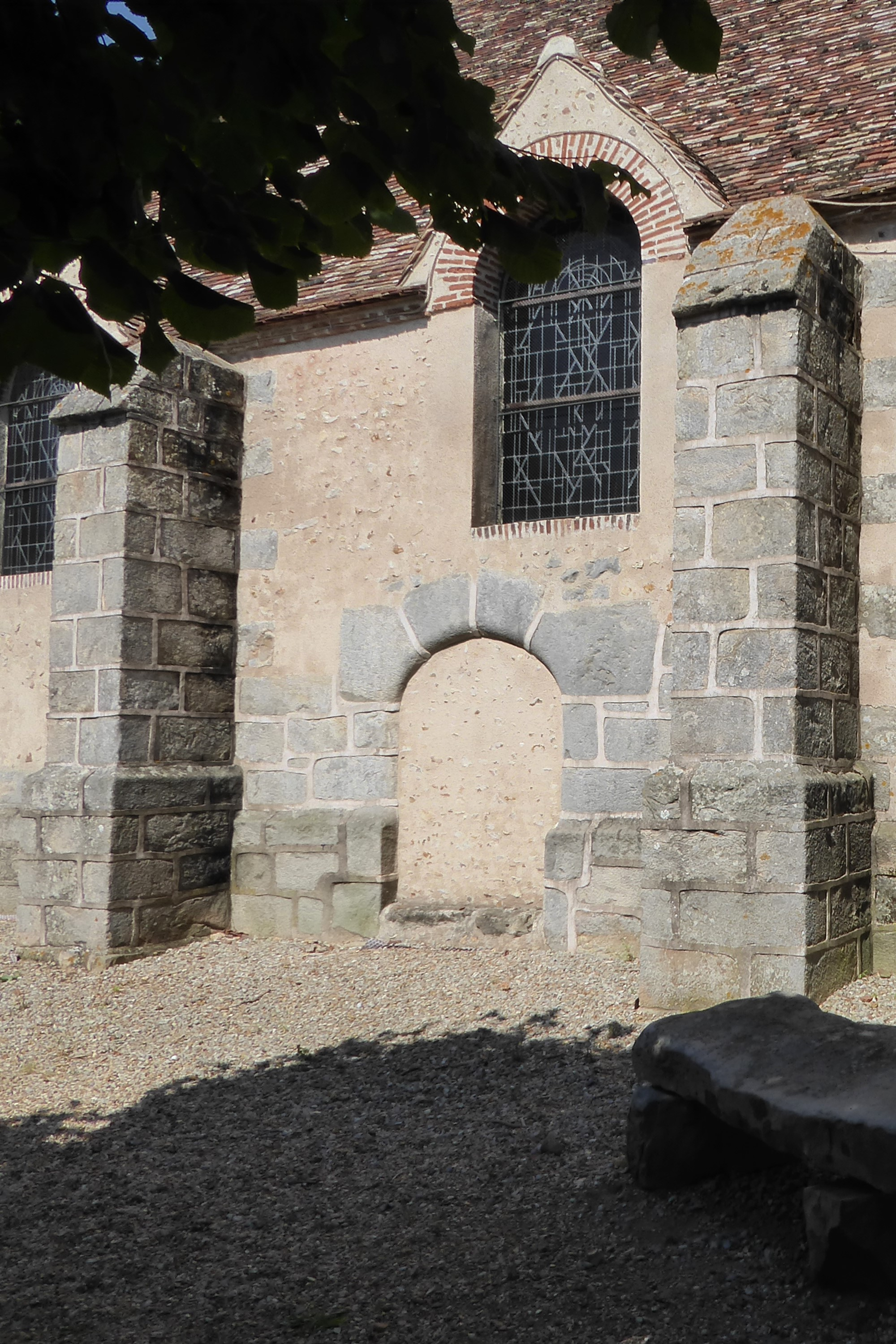
« La petite porte ».
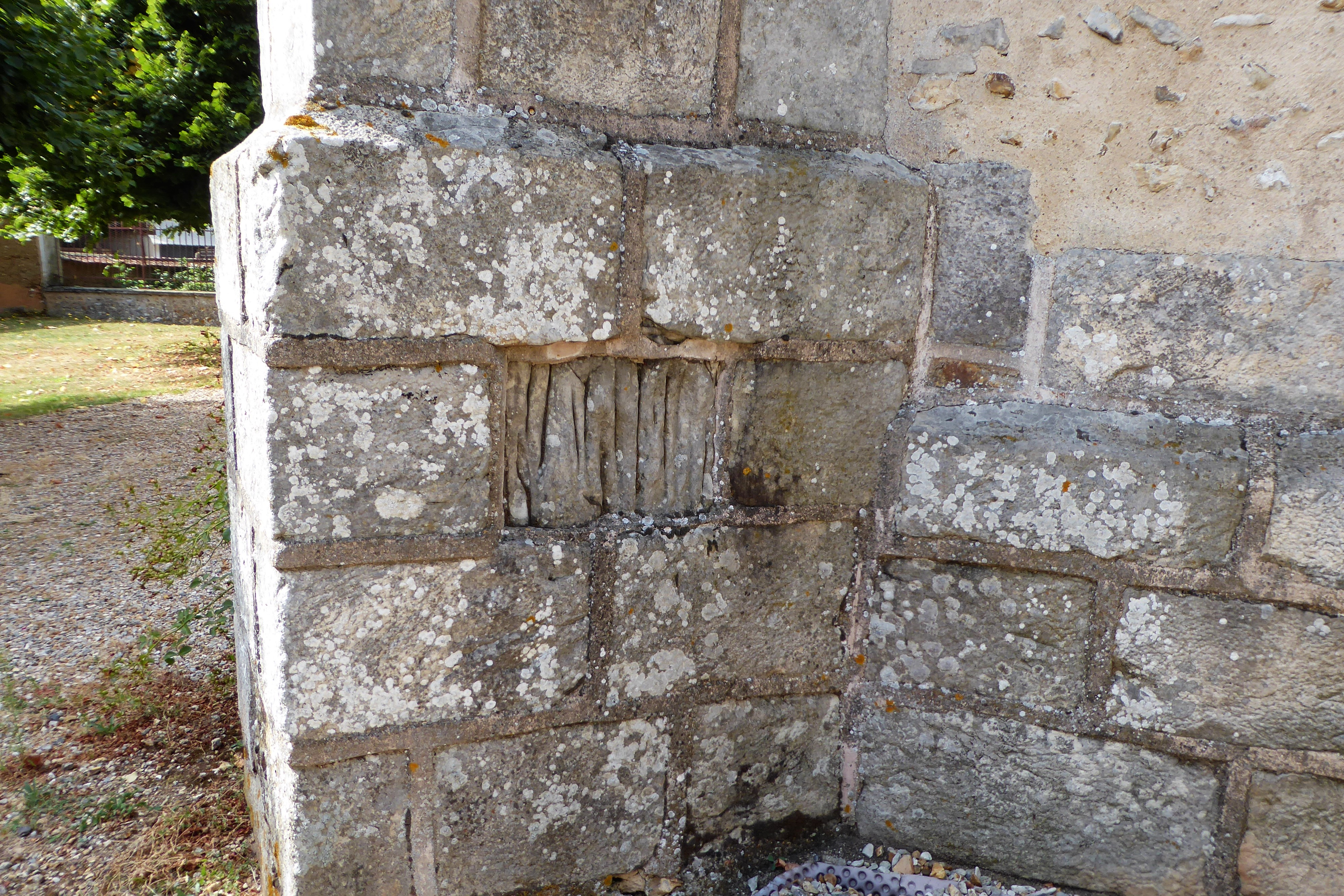
Pierre d'affutage des fossoyeurs.
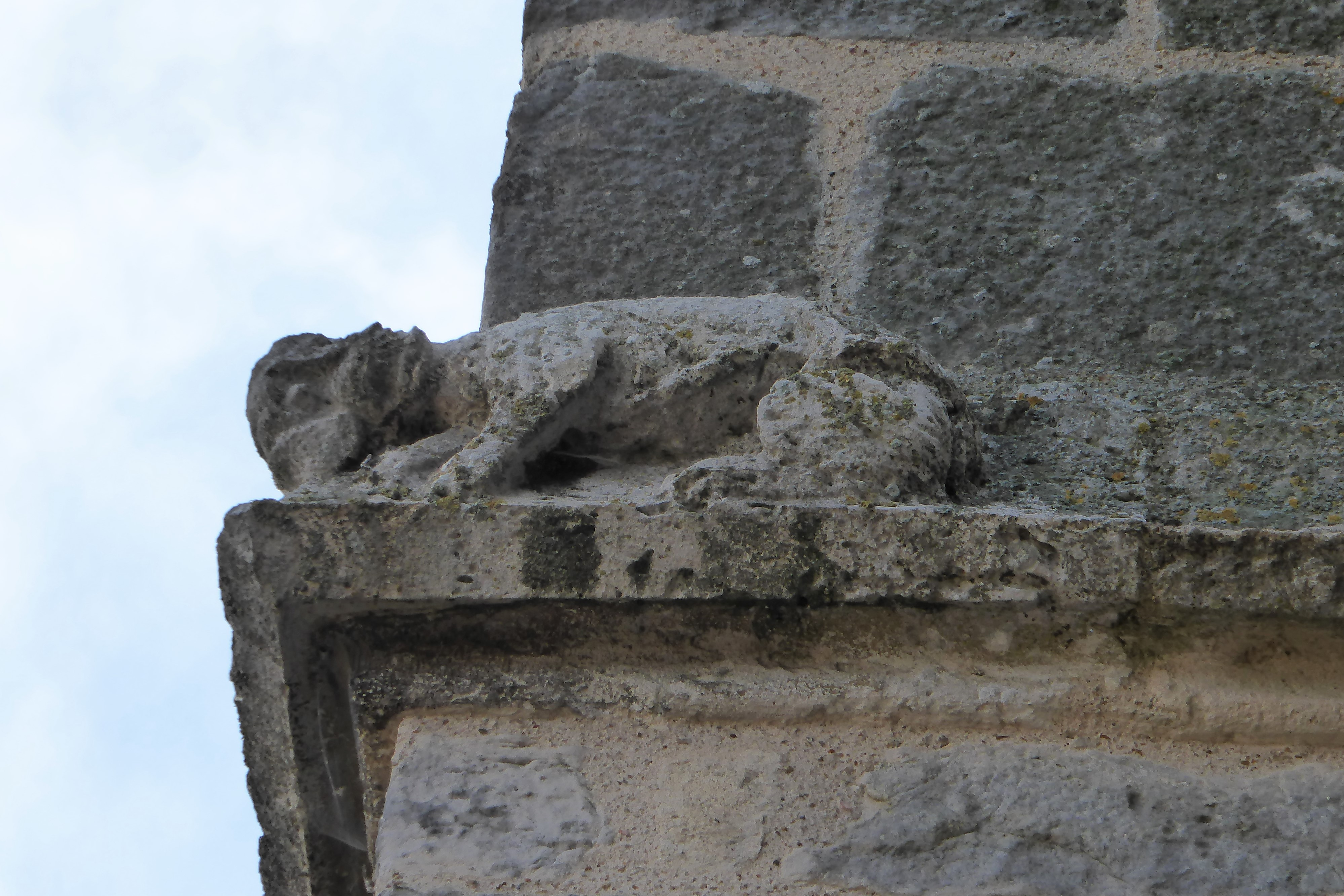
Chimère sculptée du clocher.

## Intérieur
Le chevet est éclairé par sept baies ornées des vitraux de Gabriel et son fils Jacques, posés de 1956 à 1959 et 1967 (plomb, 30 m2). Deux baies dans le mur sud, signées Jacques Loire, sont datées de 2002 et 2003.
Lors d'un sondage, préalable au remplacement d'une baie murée par un vitrail, est apparue une peinture des armoiries de la famille Favier, possesseur au début du XVIIe siècle de la seigneurie du Boullay-Thierry.
Le rez-de chaussée du clocher abrite la sacristie, installée au XIXe siècle derrière le "sanctuaire" (autel), selon le plan dessiné par l'agent-voyer du département le 10 août 1853.

Intérieur
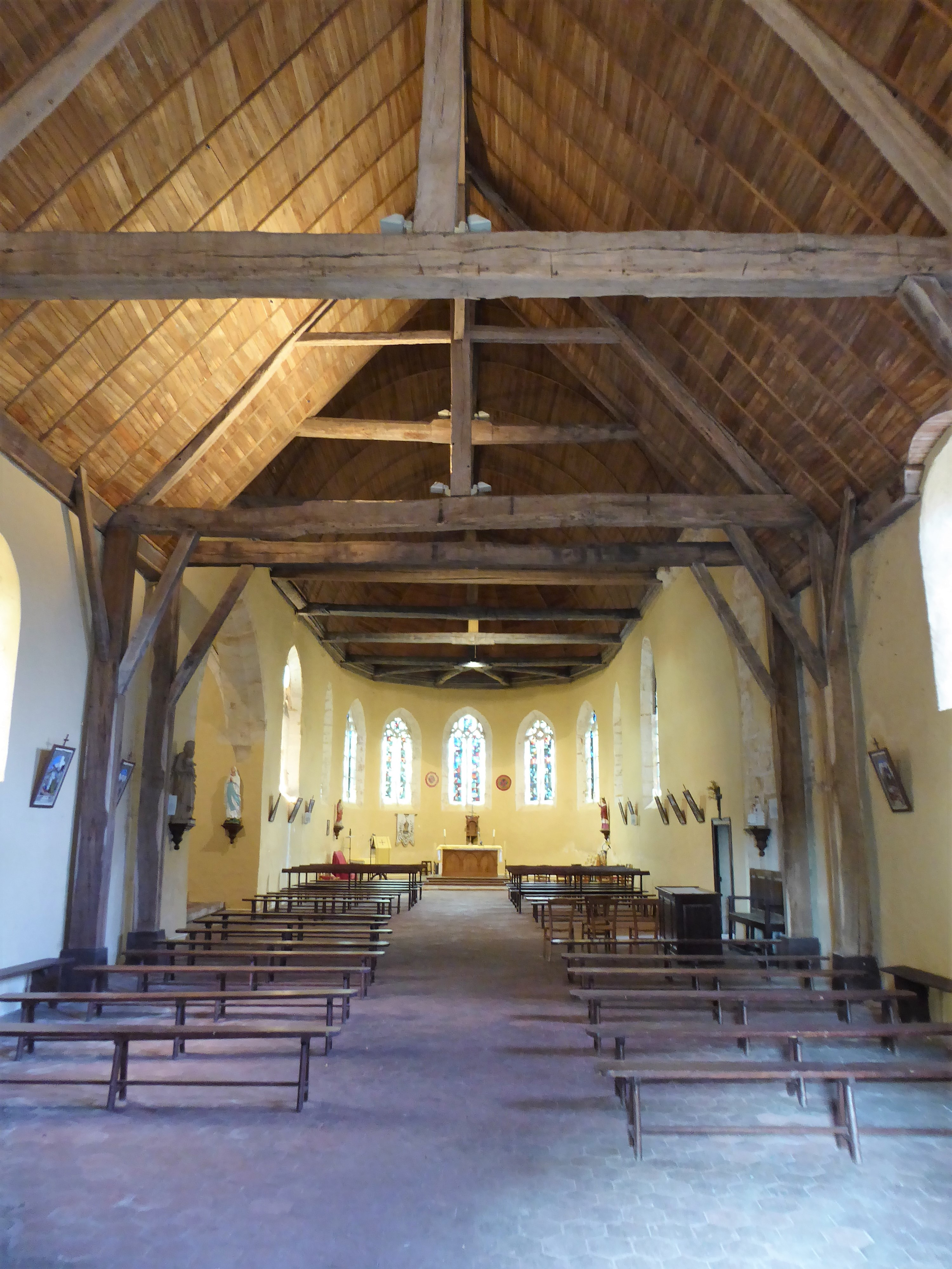
Nef et chœur.
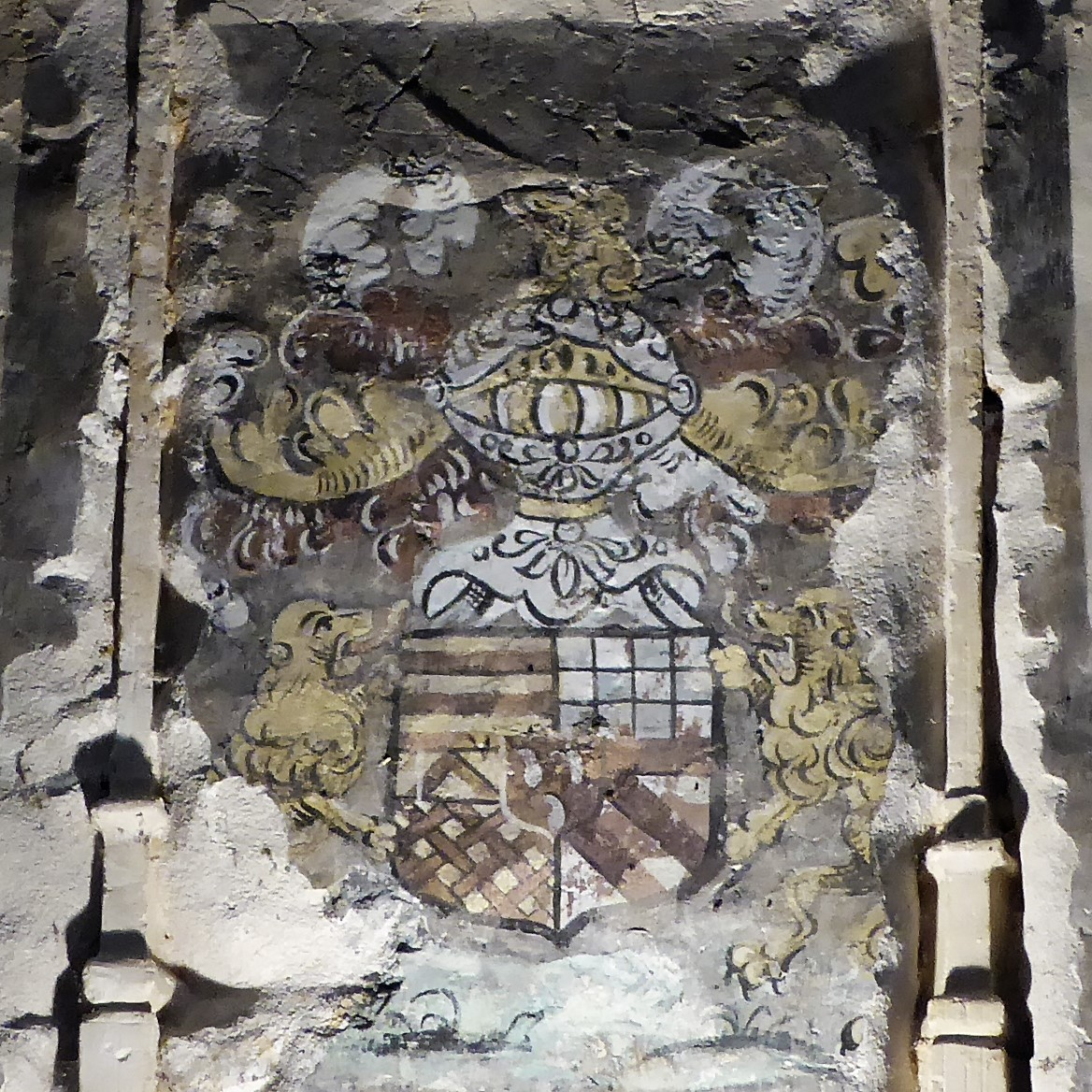
Armoiries de la famille Favier.
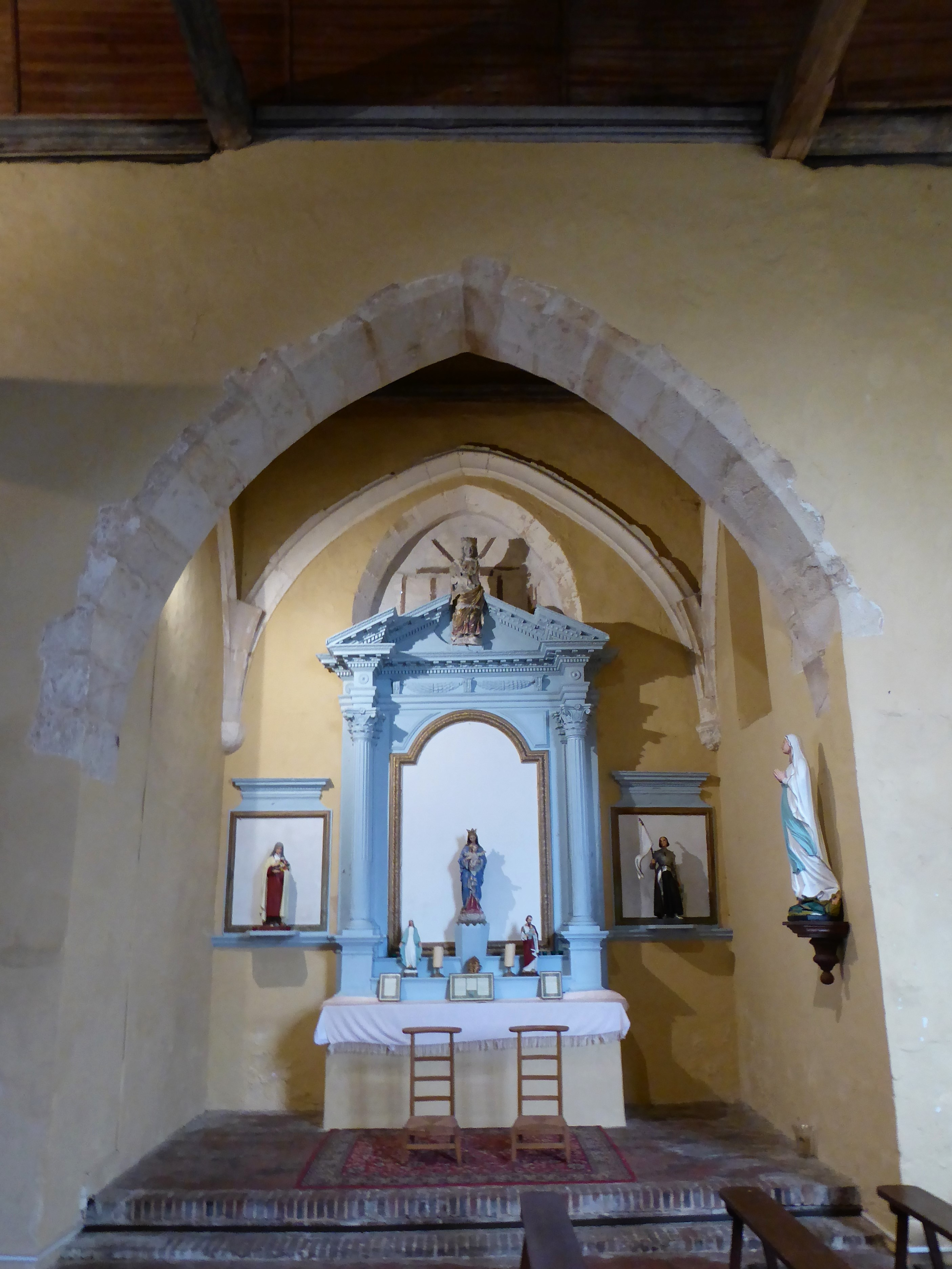
Chapelle de la Vierge.
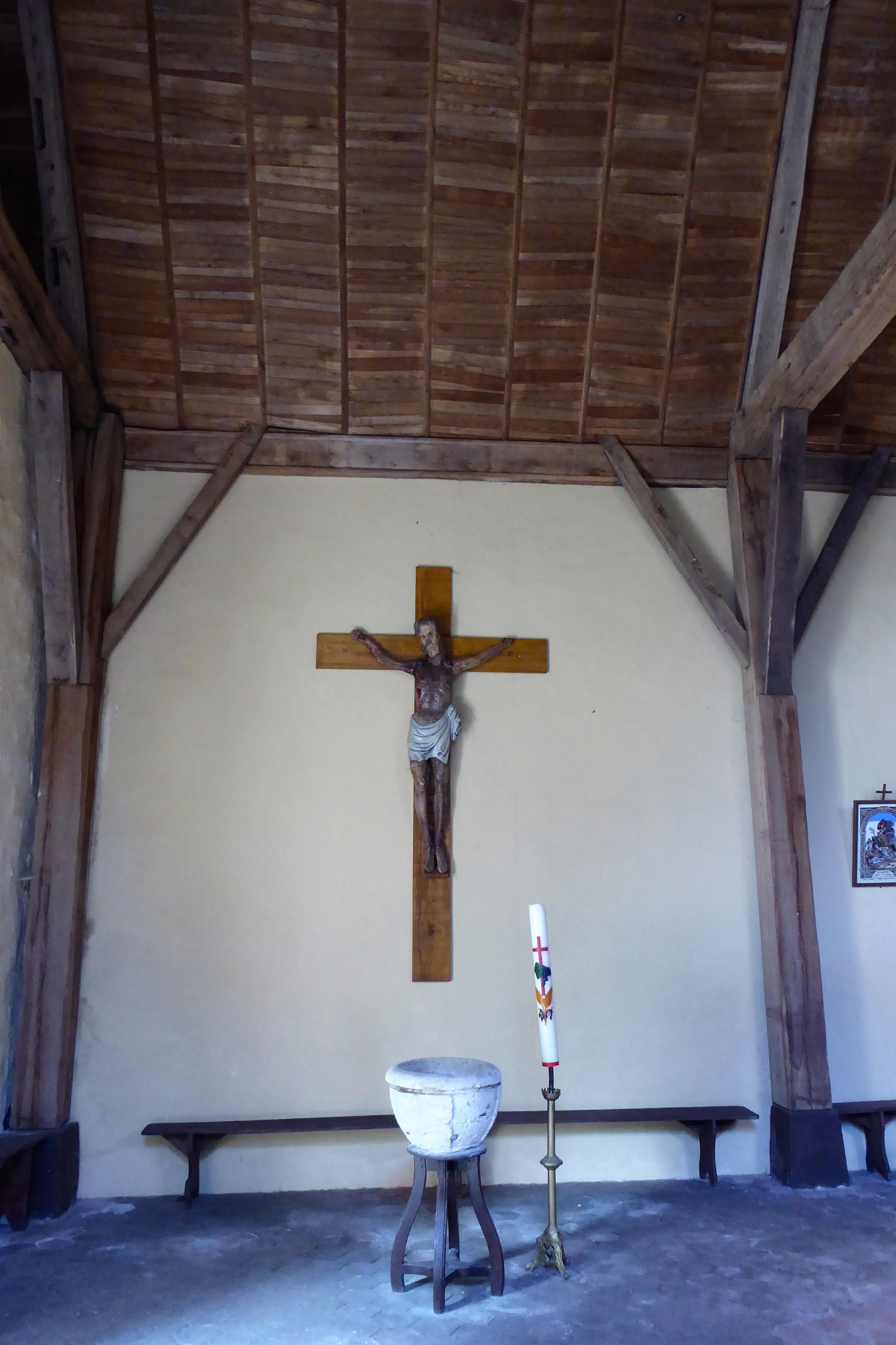
Crucifix et fonts baptismaux.
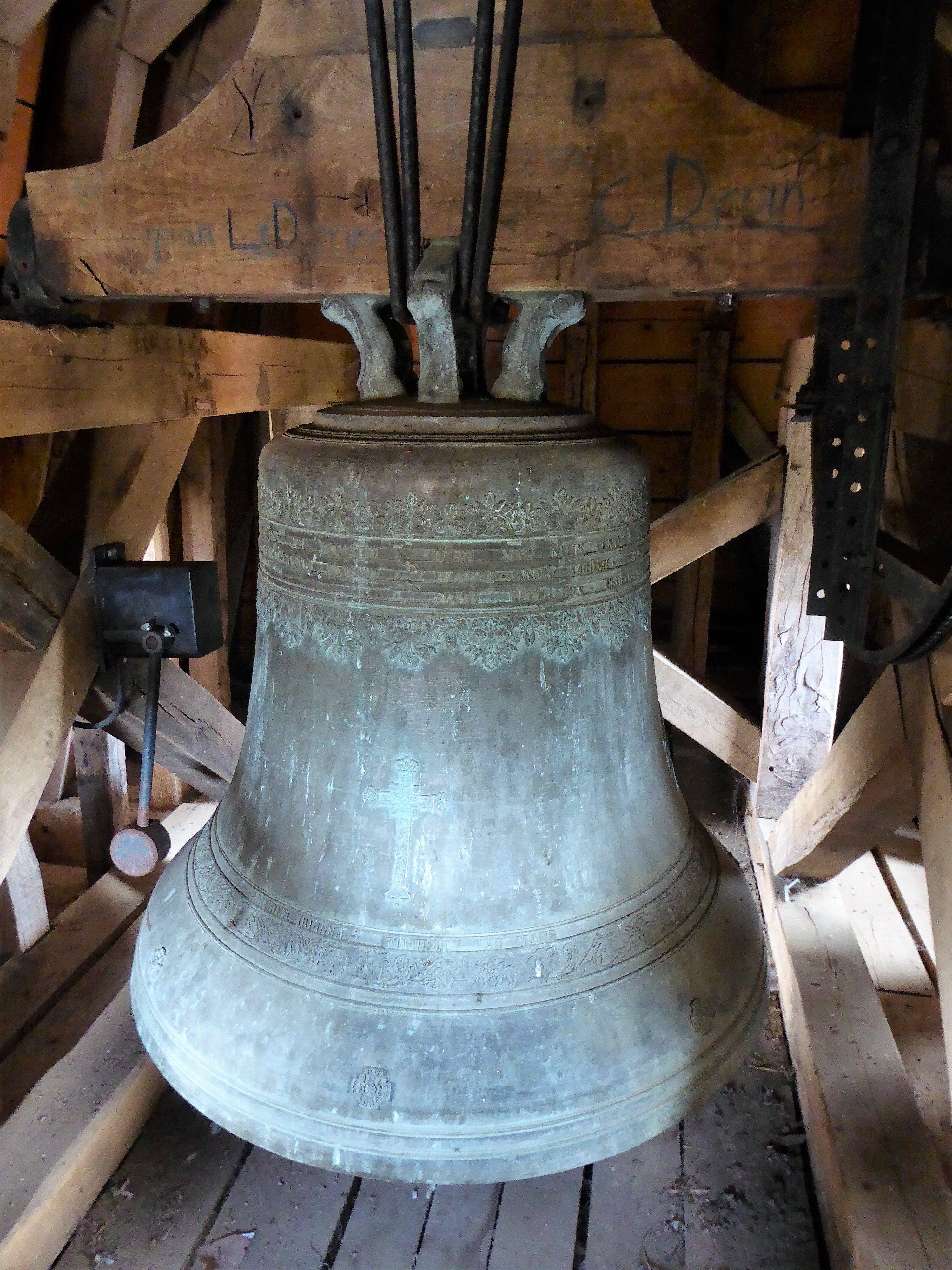
Cloche Jeanne-Anna-Louise.
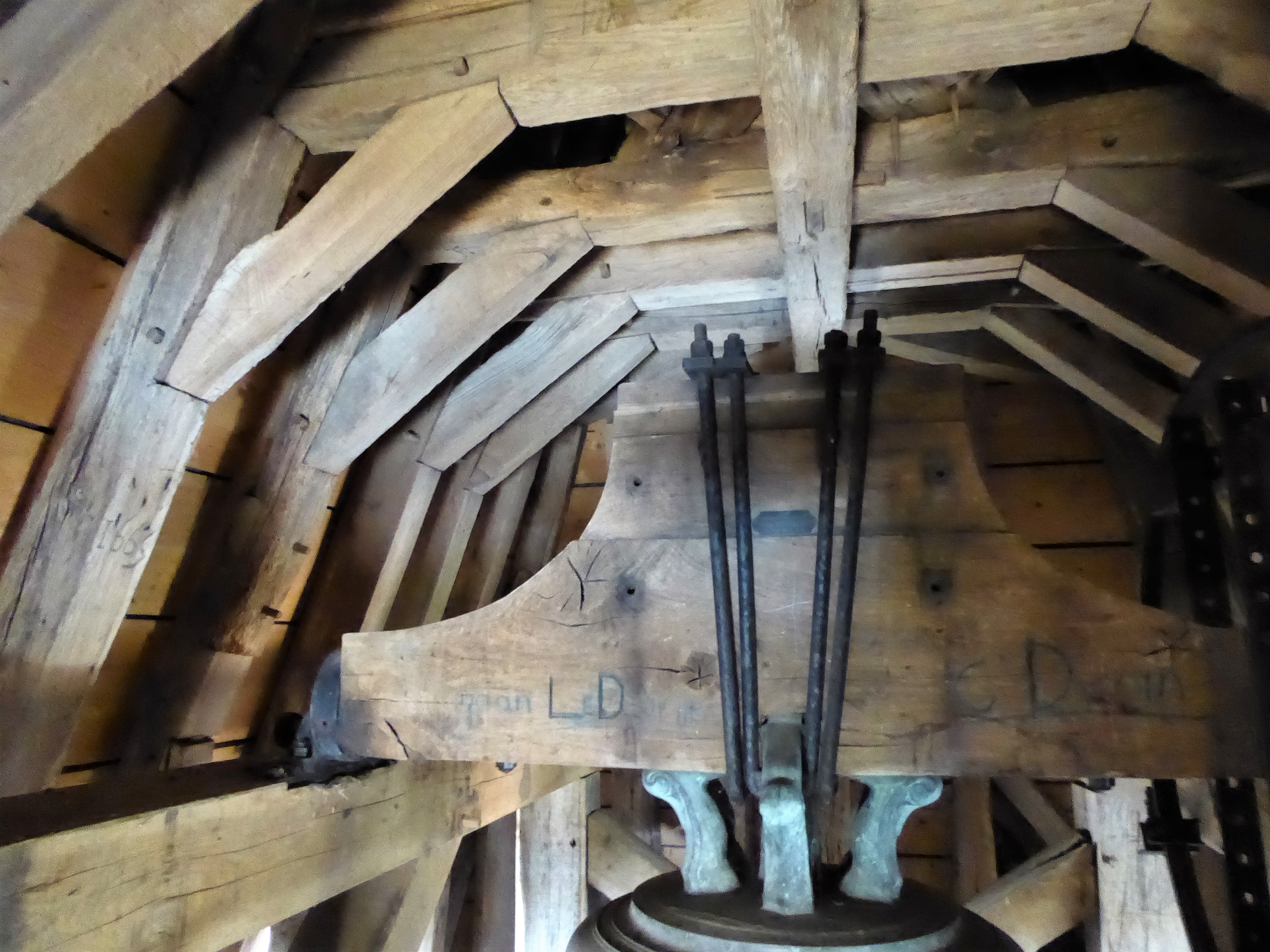
Charpente du clocher (1665) et pièce de bois suspendant la cloche.

## Paroisse et doyenné
L'église Saint-Rémi du Boullay-Mivoye fait partie de la paroisse sainte Jeanne de France en vallée de l'Eure, rattachée au doyenné de la Vallée de l'Eure.